# Adimanto
Adimanto (griego antiguo Ἀδείμαντος) fue un estratego corintio del siglo V a. C., hijo de Ocito y padre del también general Aristeas.
Combatió en la Batalla de Artemisio y fue el almirante de las naves corintias en la batalla de Salamina. Se opuso a la táctica naval propugnada por Temístocles y Euribíades (jefe supremo de la flota griega), a que la batalla definitiva fuese en aguas de Salamina.
Temístocles antes de que Euribíades le explicara el motivo, tomó la palabra sin que el almirante supremo, Euribíades, se la concediera. Durante su intervención, el general corintio le interrumpió: «Temístocles, en las pruebas atléticas quienes toman la salida antes de la señal son apaleados». «En efecto —contestó Temístocles—, pero quienes se quedan rezagados no se llevan la corona». Sigue diciendo Heródoto que Temístocles argumentó que era mejor trabar combate en un estrecho contra una flota numerosa, con una victoria segura, que librar la batalla naval en las inmediaciones del Istmo de Corinto porque: era mar abierto, las naves griegas eran más pesadas que las persas y las fuerzas terrestres de Jerjes avanzarían a la vez que su flota camino del Peloponeso.
Sobre Adimanto, también nos transmite Heródoto, que cuando comenzó la batalla, presa de pánico se dio a la fuga, y que los corintios al ver que su nave capitana huía, le siguieron. Pero que en el transcurso de su huida se topó con ellos una barca, distinta a cualquier embarcación de la flota griega —lo que interpretaron como un hecho sobrenatural—, cuyos ocupantes tras tildarle de traidor, le comunicaron que los griegos estaban aplastando a los persas. Adimanto lo puso en duda, y los de la barca se ofrecieron como rehenes hasta que la noticia le fuese confirmada, o a morir si no era cierto. El almirante corintio dio la orden de virar a su escuadra, y llegó a tiempo de contemplar el final de la batalla. El historiador griego, unas frases después se desdice y afirma que este suceso podría bien ser un rumor que circulaba entre los corintios, lanzado por los atenienses. Y termina diciendo que aquellos aseguraban que sus barcos estuvieron en primera línea en la batalla, y que el resto de los griegos lo confirmaron.
Sobre este pasaje Dión Crisóstomo opina que era una venganza del Heródoto por ser mal recibido en Corinto. Se ha barajado también por otros autores que constituyera una invención de las fuentes atenienses del historiador, por la hostilidad existente con posterioridad a las guerras médicas, entre Corinto y Atenas. Su hijo Aristeas es retratado negativamente por Heródoto por ser enemigo de Atenas al comienzo de la guerra del Peloponeso y en un breve pasaje narra que formó parte de una embajada lacedemonia en el verano de 430 a. C. a la corte persa, y que traicionado por Sitalces, rey de los tracios odrisios, fue capturado cerca de Bisante, en el Helesponto, y conducido a Atenas fue ejecutado. Según Tucídides, Aristeas —a quien el historiador ateniense se refiere con el nombre de Aristeo—, mandó la flota corintia que acudió, en 433 a. C., en defensa de Potidea, colonia de Corinto, que rompió los lazos con ésta.
Sobre la traición de Adimanto, no dice nada Diodoro Sículo, cuya narración es seguida por los críticos: Adimanto fue enviado por el Estado Mayor griego contra los efectivos egipcios de la flota persa enviados a bloquear el canal de Megara, la entrada occidental de la bahía de Eleusis, para impedir la salida a mar abierto de la flota griega desde la bahía de Salamina.
Otras dos alternativas a la versión de Diodoro son:
- Los corintios, efectivamente hicieron frente a los barcos egipcios al norte de la isla de San Jorge, suponiendo que su misión fuese atenazar a Salamina desde el Ática.
- Adimanto y su flota en previsión de una maniobra envolvente persa fueron enviados a la bahía de Eleusis.

Una estela epigráfica de mármol que contiene el epitafio de los corintios caídos en Salamina y que fueron enterrados en dicha isla con la autorización de Atenas, echa por tierra la veracidad de la versión ateniense, y avala la opinión generalizada en Grecia sobre el comportamiento corintio en la Batalla de Salamina.